# José Durán
Josep Duran (l'Hospitalet de Llobregat, 25 de juny de 1975), és un director, guionista i productor de cinema hospitalenc.

## Biografia
Va iniciar la seva carrera com a periodista cinematogràfic en 1999. A Andorra, va dirigir i va presentar programes dedicats al món del cinema en ràdio i televisió. Va debutar a Onda Cero Andorra amb Fila 1, en el qual va entrevistar a grans figures del cinema espanyol, com Paul Naschy, Eloy de la Iglesia, Carlos Saura i Carmen Sevilla. A Andorra 7 Ràdio creà La Nit dels Oscars, primera retransmissió dels Oscars de la ràdio andorrana. A Andorra Televisió, la televisió nacional d'Andorra, va conduir dos programes: Fos a negre, dedicat a l'actualitat cinematogràfica, i En curt, sobre el món del curtmetratge. Així mateix, participa com a contertulià en programes d'esRadio, Canal Català TV, Radio Círculo, Ràdio L'Hospitalet i Ràdio Nacional d'Andorra. També col·labora com a articulista en mitjans de premsa escrita i digital.
En 2006 va formar part del jurat de la 50a edició dels Premis Sant Jordi de Cinematografia (RNE). També ha estat membre del jurat del Festival de Cinema de Girona (2007) i del Fascurt (2009), festival del Masnou.
En 2025 roda Gina, el seu primer llargmetratge com a director, guionista i productor, que protagonitzen Miguel Molina, Manuel Galiana, Roger Pera i José María Blanco.

## Filmografia

### Llargmetratges
- Gina (2025)